# 379 Huenna
379 Huenna este un asteroid din centura principală, descoperit pe 8 ianuarie 1894, de Auguste Charlois.

## Denumirea asteroidului
Asteroidul poartă numele latin al insulei Hven, unde Tycho Brahe a construìt Uraniborg, observatorul astronomic cel mai important din secolul al XVI-lea.

## Satelit al asteroidului
379 Huenna are un satelit, care este desemnat prin S/2003 (379) 1.